# Daniel Lipstorp (Pastor)
Daniel Lipstorp (I.), auch Liepstorp, Lipstorff, Lipstörf (* 14. November 1600 in Lübeck; † 14. März 1679 ebenda) war ein deutscher evangelisch-lutherischer Geistlicher und Orientalist, Hauptpastor des Lübecker Doms und Senior des Geistlichen Ministeriums.

## Leben
Daniel Lipstorp war der Sohn des Pädagogen und Pastors der Petrikirche Hermann Lipstorp und seiner Frau Dorothea, geb. Bansov, einer Tochter des Pastors der Nikolaikirche (Rostock) Joachim Bansov. Nach dem frühen Tod seiner Eltern zog er nach Wismar. Er besuchte die Große Stadtschule Wismar und 1619 das Pädagogium in Stettin. Ab 1621 studierte er an der Universität Rostock, an der er schon 1612 immatrikuliert worden war. 1624 wechselte er an die Universität Erfurt und studierte insbesondere orientalische Sprachen. Im Sommer unternahm er eine Reise nach Italien und in die Schweiz und setzte dann seine Studien an der Universität Tübingen fort, wo er 1626 mit einer Disputation unter dem Vorsitz von Wilhelm Schickard zum Magister graduierte. Nach einer Reise durch Deutschland kehrte er nach Lübeck zurück und unterrichtete eine Zeit lang an der Universität Rostock Hebräisch, Syrisch und Arabisch.
Am 21. Januar 1630 wurde er zum Prediger am Lübeck Dom berufen und wurde 1647 als Nachfolger von Jonas Nicolai (Haupt)Pastor des Doms. 1661 wurde er zugleich Senior des Lübecker Geistlichen Ministeriums. In der Vakanzzeit der Superintendentur nach dem Tod des Superintendenten Meno Hanneken war er bis zur Berufung von Samuel Pomarius 1675 der Leitende Geistliche der Evangelisch-Lutherischen Kirche in Lübeck. Er vertrat eine konservative, der Lutherischen Orthodoxie verpflichtete Haltung, wie sich besonders im Streit um die Gottesdienste der Reformierten 1671/72 zeigte, wo Lipstorp ein Verbot dieser Gottesdienste in der Stadt durch den Rat erreichte.
Er war verheiratet mit Christina, geb. Kock (Koch). Das Paar hatte drei Söhne, den Juristen und Astronomen Daniel (1631–1684), den Physicus Christoph (1634–1690) sowie Hermann, der Kaufmann wurde, und eine Tochter Dorothea, die Johann Schacht (1633–1689), Prediger und ab 1686 Pastor an St. Jakobi heiratete.
An Daniel Lipstorp erinnert ein ganzfiguriges Gedenkbild im Lübecker Dom.

## Schriften
- Paradisus Saraceno-Iudica e genuinis autoris suis, Alkurano et Talmud Breviter Descripta / Cuius Theses Sub Praesidio Wilhelmi Schikardi Orient. Ling. Professoris in Acad. Tubing. propugnavit. M. Daniel Lipstorpius Lubecensis, Saxo, Die 21. Augusti, Anni 1625. in Auditorio Hebraico. Tubingae: Werlinus 1625